# Cristina Calderón

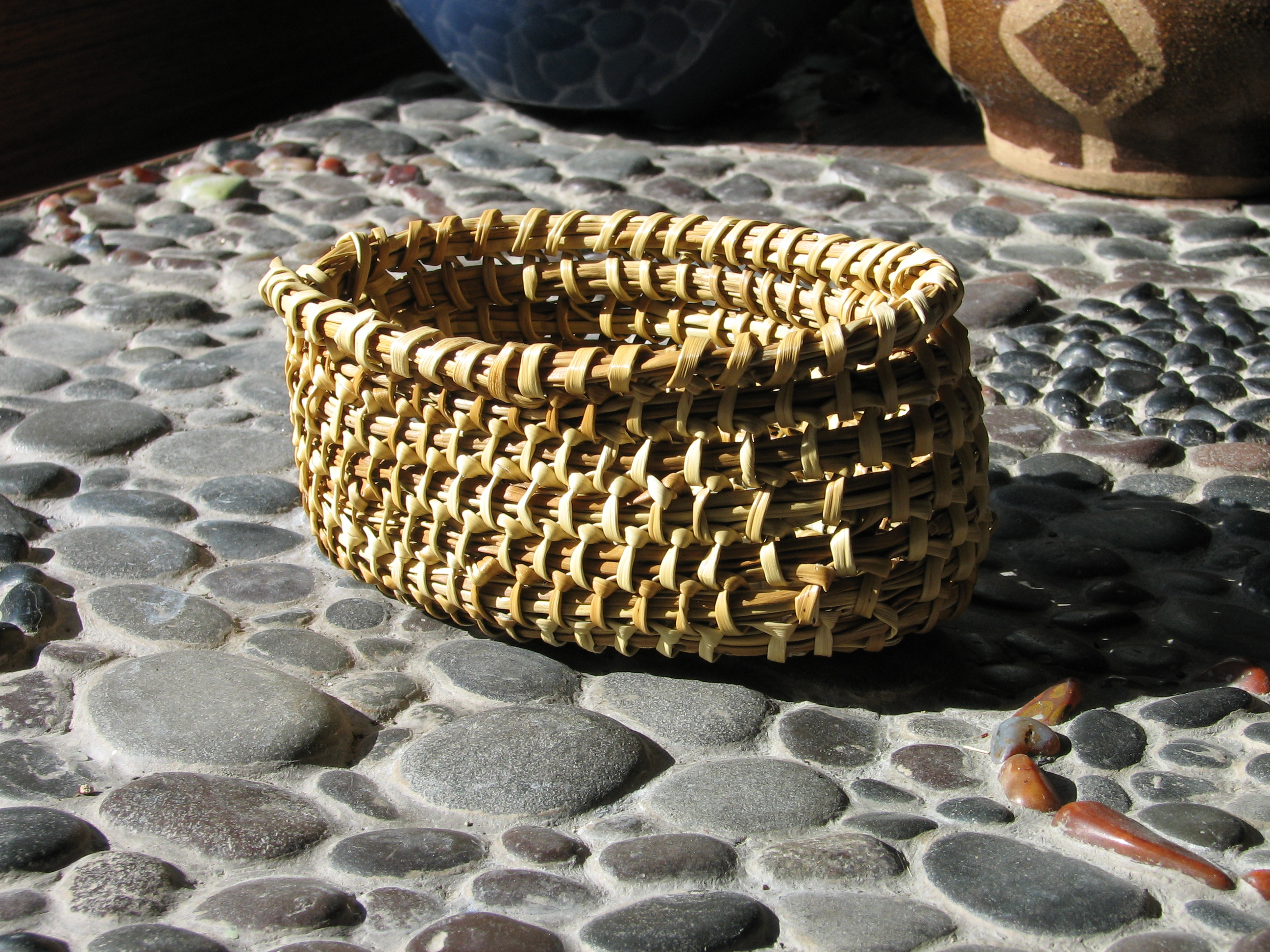
Cesta yagán tejida por Cristina Calderón.

Cristina Calderón Harban (Robalo, isla Navarino, 24 de mayo de 1928-Punta Arenas, 16 de febrero de 2022) fue la última hablante nativa del idioma yagán y la última integrante de dicha cultura que alcanzó a vivir de cerca sus costumbres tradicionales, luego del fallecimiento de su hermana Úrsula en 2003, y de Emelinda Acuña en 2005.
Fue oficialmente declarada Hija Ilustre de la Región de Magallanes y de la Antártica Chilena. También fue reconocida por el Consejo Nacional de la Cultura y las Artes como «tesoro humano vivo» de su país, en el marco de la Convención para la Salvaguardia del Patrimonio Inmaterial, adoptada por UNESCO en 2003. Asimismo, estuvo nominada entre las 50 mujeres protagonistas del Bicentenario de la República de Chile.

## Biografía
Nació en Róbalo el 24 de mayo de 1928, en una choza tradicional mientras acontecía un gran temporal de nieve con vientos del sur. El nombre de Cristina se lo asignó su abuela Gertie, quien además de ser la partera de "los antiguos" fue su madrina. Su padres eran Juan Calderón y Carmen Harbán. El linaje Calderón es una familia distinguida en la región austral, por formar parte de los últimos clanes del pueblo yagán que practicó las ceremonias iniciáticas de esta cultura ancestral. 
Cristina y su hermana mayor Úrsula quedaron huérfanas de muy niñas. Su padre Juan Calderón falleció en 1931. Tres años más tarde (en 1934), también muere su madre, cuando Cristina tenía tan solo cinco años. 
Tras la orfandad, la educación de ambas niñas fue asumida por familiares de su clan: los  abuelos maternos. Sin embargo, ese mismo año (1934), apenas pasados unos meses, muere el abuelo William Harbán. Tras la pérdida de su abuelo, Cristina se mudó a vivir con su prima mayor Clara, donde fue feliz los siguientes años de la niñez. Durante esta etapa asimiló paulatinamente el idioma español, vocablos en inglés y el lenguaje yagán de su abuela Julia, con el que se comunicaba hasta los nueve años de edad. 
A los quince años formó pareja con Felipe Garay, con quien tuvo tres hijos, Miguel, Juan y Eugenio, a quien Garay no llegó a conocer pues falleció un mes antes de su nacimiento en 1948. Tras la muerte del padre de sus hijos, Cristina quedó en la ruina hasta que en 1949 decide formar nuevamente pareja con "Lucho", un hombre de ascendencia Selk´nam por parte de madre. Lucho la llevó a vivir en Ea. Harberton con sus tres primeros hijos y el recién llegado Mauricio, que nace en el mismo tiempo en que su padre muere de una enfermedad pulmonar en 1962. En 1964 Cristina decide formar pareja con Teodosio González hasta que falleció en el 2009. Con Teodosio tuvo en 1967 a su hija Lidia.  
Llegó a Villa Ukika y fue la primera pobladora a dos kilómetros de Puerto Williams. Tuvo nueve hijos (siete de ellos vivos), 14 nietos, y numerosos bisnietos. Algunos pobladores locales la llamaban «abuela».
Durante sus últimos años trabajó en cestería, con juncos que ella misma recolectaba. Falleció el 16 de febrero de 2022 en el Hospital Clínico de Magallanes, ubicado en Punta Arenas, por complicaciones producto de un contagio de COVID-19. El mismo día de su fallecimiento recibió de manera póstuma la medalla del Ministerio de Desarrollo Social y Familia, y el gobernador de la Región de Magallanes, Jorge Flies, decretó tres días de duelo regional.

### Legado familiar
Cristina y su familia se preocuparon de la conservación de la cultura yagán, dedicándose principalmente a la difusión de la lengua, cuentos y leyendas ancestrales de este pueblo y relatos experienciales en sus vidas y la de sus antepasados. Con su nieta Cristina Zárraga, confeccionó un diccionario con terminología de la lengua yagán. También editaron una compilación de cuentos y leyendas yaganes, titulado Hai Kur Mamašu Shis (Quiero contarte un cuento).  Además, en 2016, Cristina Zárraga publicó en homenaje a su abuela, relatos en primera voz, denominada Cristina Calderón: Memorias de mi abuela yagán.
Su hija Lidia González trabajó como monitora en el Jardín Étnico de Villa Ukika enseñándoles a los niños a hablar en lengua yagán para que conserven sus tradiciones. Ella fue elegida como convencional constituyente en 2021, siendo parte de las 155 personas que escribirán la propuesta de nueva constitución de Chile.